# عباسعلي خاني (كاكان)
عباسعلي خاني (بالفارسية: عباسعلی خانی) هي قرية تقع في إيران في قسم کاکان الريفي. يقدر عدد سكانها بـ 321 نسمة بحسب إحصاء 2016.